# Ángel Arribas (escritor)
Ángel Arribas de Izal (Madrid, 1946) es un escritor, conferenciante y comunicador español. Especialista en el holocausto, es autor de varias novelas destacadas, entre ellas El dosier de las mujeres sin rostro, que ha sido traducida al inglés.

## Desarrollo profesional
Arribas desarrolló gran parte de su carrera profesional como analista de sistemas y especialista en informática y comunicación; trabajos que ejerció en ITT, Yves Rocher, American Express y el Grupo Meliá. Su experiencia profesional en el entonces novedoso sector de las tecnologías de la información le llevó a la docencia. Fue director académico en élogos y profesor de ciencias de la información y comunicación en el Instituto de Empresa, así como jefe del departamento de informática en la Universidad Antonio de Nebrija.

## Conferenciante y novelista
Tras su jubilación, su pasión por la literatura le impulsó a investigar sobre el holocausto y crear, a raíz de estas investigaciones, sus propias ficciones para difundir parte de este conocimiento por diversos puntos de España. Ha impartido conferencias en el Ateneo de Madrid, la Universidad de Zaragoza y el Centro de Historia de Zaragoza, entre otros. La conferencia “Nobleza contra Iniquidad” fue un homenaje a los diplomáticos aragoneses Ángel Sanz Briz y Sebastián Romero Radigales, que aprovecharon sus cargos diplomáticos para facilitar documentación y cartas de protección a miles de personas, salvando cerca de 6200 judíos de Hungría y Grecia. Ello les permitió recibir el título de «Justos entre las Naciones», un título concedido por el estado de Israel.
En 2012 publicó su primera novela, Llora como mujer (Ed. Atlantis, 2012) y le siguieron diversas obras: La trilogía TIC, una ficción tecnológica sobre Inteligencia Artificial (2014) y en 2016 a raíz de sus investigaciones sobre el holocausto publicó la novela El dossier de las mujeres sin rostro (DB Ediciones) en la que se denuncia el maltrato y la vulnerabilidad de las mujeres en las guerras y conflictos. La novela que fue reeditada por Nueva Estrella, se presentó en La Aljafería de Zaragoza, en Cádiz, y musicalizada en la Isla de la Palma en Canarias.
Le siguieron Dile a Laura que la quiero, sobre el acoso a las mujeres en las redes sociales, y protagonizada por el inspector Marcos Unanua; El día que aprendí a flotar (2019) y La Estirpe (2020), ambientada en Alba de Tormes en dos épocas diferentes. Se inicia con la declaración por las Cortes de Coímbra del concubinato de Inés de Castro, a los treinta años de su asesinato, para seguir con las investigaciones de un historiador portugués sobre aquel acontecimiento y que en las fiestas patronales de Santa Teresa, ya en el siglo XXI, aparece ahogado en el Río Tormes.
En 2020 también publicó El clan de los griegos (editorial DALYA), nueva novela policíaca del inspector Marcos Unanua que trata de desentrañar el uso de agentes tóxicos en un asesinato del crimen organizado internacional.
Colabora con el Canal 33 de TV con un programa de prescripción literaria “Los cinco de Arribas” y con la revista Visión Media. También ha sido copresentador del programa “Sopa de letras” en Vive TV.

## Publicaciones
- Llora como mujer (Ed. Atlantis, 2012)
- La Trilogía TIC (Ficción Tecnológica de Inteligencia Artificial):
  - La crisis de las dos Coreas.
  - El secuestro de Felipe VI. (Ed. Atlantis, 2014)
  - El pecado Original (La condición Mittel).

- El dossier de las mujeres sin rostro (DB Ediciones, 2016; 2ª edición de Editorial Nueva Estrella, 2019)
- Dile a Laura que la quiero (Editorial DALYA, 2017)
- El día que aprendí a flotar (Editorial Nueva Estrella, 2019)
- La Estirpe. (Editorial Nueva Estrella, 2020 )– Obra catalogada como literatura albense, Alba de Tormes).[14]
- El Clan de los Griegos (Editorial DALYA, 2020)
- A Estirpe (Versión en lengua portuguesa de La Estirpe. Editorial CAIBOOK - Grupo Dalya, 2021)
- Stradivarius. Hasta el mejor violín puede desafinar (Editorial Libro Autor - Grupo Dalya, 2022)
- La verdad de la leyenda. (Editorial Ibérica Libros, 2022)
- The Dossier o faceless Women (Versión inglesa de El Dossier de las mujeres sin rostro. Editorial DALYA, 2022)
- ¿Por qué no te callas? Operación Caballo de Troya. De Cepeda, Salas, Saldaña y Arribas. (Editorial Dalya, 2023)
- Don Quijote 4.0 El último hatamoto. (Un creador de videojuegos utiliza tecnología 4.0 e I. A. para sus creaciones. Editorial DALYA, 2023)
- Escribo Cartas. Una historia de barrio de Comillas basada en hechos reales. (Editorial Diwan, 2025)
- Amalia. (Editoria Dalya, 2025)